# سفينة باونتي
كانت HMS Bounty ، عبارة عن سفينة تجارية صغيرة اشترتها البحرية الملكية لمهمة نباتية. تم إرسال السفينة إلى المحيط الهادئ تحت قيادة ويليام بليغ للحصول على فاكهة الخبز ونقلها إلى جزر الهند الغربية . لم تكتمل هذه المهمة أبدًا بسبب تمرد بعض من طاقم السفينة بقيادة ملازم بالوكالة فليتشر كريستيان . في 28 أبريل 1789 تُعرف هذه الحادثة الآن بشعبية باسم التمرد على باونتي. وقام المتمردون لاحقاً بإحراق السفينة أثناء رسوها في جزر بيتكيرن . أعاد مغامر أمريكي اكتشاف بقايا باونتي عام 1957 ؛ وقد تم إنقاذ أجزاء مختلفة منها منذ ذلك الحين.

## التاريخ
أدى استقلال المستعمرات البريطانية الثلاثة عشر في أمريكا الشمالية بعد حرب الاستقلال الأمريكية إلى وضع حد ل تجارة مثلثية ، التي ندد بها البريطانيون في نهاية الحرب على الرغم من رفض الولايات المتحدة ، ولكن أيضًا لمزارعي الجزر. إنهم يكافحون من أجل إيجاد مصادر إمداد جديدة لإطعام عبيدهم، ويصبح سعر الغذاء مفرطًا. يتذكر عالم الطبيعة جوزيف بانكس أنه لاحظ، أثناء رحلته مع الكابتن جيمس كوك في المسعى ، التاهيتيين الذين يتغذون على ثمار الخبز . هذا الأخير، لديه لحم أبيض يشبه فتات الخبز. إن مشاكل إمداد العبيد في جزر الأنتيل سمحت له برؤية الاهتمام الذي سيحدث في تقديم الخبز والتأقلم معه.
و الجمعية الملكية يقدم المشروع للملك جورج الثالث ، الذي يرحب مع الحماس. اشترت الأميرالية سفينة، وبناءً على توصية من جوزيف بانكس، عين الملازم ويليام بلاي، ثم ضابطًا نصف أجر ذهب إلى البحرية التجارية. هذا الأخير يدين بهذه التوصية لصفاته كبحار ممتاز، ولحقيقة أنه أبحر مع كوك بصفته سيدًا في قرار . قبل الشراء البحرية الملكية سفينة باونتي، في 26 مايو 1787 كانت سفينة الفحم باسم Bethia .
في 16 أغسطس 1787، الملازم (البحرية) ويليام بلاي يتولى قيادة باونتي . ليبحر بها في 23 ديسمبر 1787 ؛ تميزت بداية المعبر بعاصفة أجبرت السفينة على النزول في تنريفي للإصلاح والتزود بالوقود. في هذه المناسبة، اندلع الصراع الأول بين الكابتن بلاي وطاقمه: بعد اختفاء الجبن، ألغى بلاي حصة الجبن اليومية. ادا غاضب الطاقم لأنهم يشكون في أن بلاي قد حول هذ الجبن لمصلحته. أثناء عبور جنوب المحيط الأطلسي، جعلت إجراءات النظافة التي اتخذها من عدم استنكار أي مريض. وهكذا قام بالتعقيم والتهوية بين الطوابق، بالإضافة إلى تجفيف المتعلقات الشخصية .
من أجل توفير الطعام، قرر بلاي استبدال رطلين من الخبز يوميًا مع رطل من القرع المشتراة في تينيريفي. إحجام الطاقم عن التعامل مع اليقطين المدلل يثير اندلاع غضب جديد من بلاي.
في أبريل، تصل سفينة باونتي إلى كايب هورن . لمدة شهر كامل، في منتصف العاصفة، تحاول باونتي عبور كايب هورن. يتم تنشيط المضخات كل ساعة. بعد ثلاثين يومًا من القتال، يستسلم بلاي ويقرر دهاب إلى تاهيتي عبر رأس الرجاء الصالح.
في 23 مايو 1788، تعود اسفينة إلى رأس الرجاء الصالح، والسماح للطاقم بالراحة قليلاً وإكمال التزود بالوقود لمدة شهر.و في 20 أغسطس، وصلو إلى ساحل تاسمانيا في طرف الجنوبي ل أستراليا . يموت بحار من العدوى.
يوم 26 أكتوبر 1788، بعد عشرة أشهر من الإبحار، تصل باونتي إلى تاهيتي بعد 27000  ميل بحري (50,000  كم ). إن الترحيب من التاهيتيين، الذين يتذكرون مقاطع كوك ومرح الكابتن بلاي، هو الترحيب الحار. لكن بسرعة سرق تاهيتين المتواصلة - «ولدوا سرقة» وفقا لجيمس كوك، الذين يتاجرون في الواقع دون أن يطلبوا، معتبرين السلع المادية عديمة الجدوى - يجبرون الطاقم، بحذر، على مشاهدة السفينة عند المرساة. ومع ذلك، فإن حلاوة سكان الجزيرة، وحريتهم الكبيرة في الأخلاق، وسهولة المقايضة وجمال الجزيرة تتناقض بشكل حاد مع قسوة المحن التي مر بها الطاقم للتو والطابع غير المرن والغاضب للكابتن بلاي، رئيس التاهيتيين، على تبادل أشجار الخبز للفقاعات والملفات والمحلاق والمناشير والمرايا.
بعد أن كان المعبر أطول من المتوقع، وصلت باونتي في الموسم السيئ واضطر بلاي إلى تمديد إقامته في الجزيرة: سيستغرق حصاد أشجار الخبز ستة أشهر. سيتم الاحتفاظ بها في الأواني وبعضها في سلال خاصة، وسيتم وضعها بين أسطح السفينة، وهي مجهزة خصيصًا للنقل. توفي الجراح، وهو شارب خلال هذه الفترة.
بعد مرور بعض الوقت، تسبب قرار بلاي بالاستيلاء على جميع الخنازير التي جلبها الطاقم على متنها إلى وقوع المزيد من الحوادث. العلاقات بين بلاي وطاقمه تتدهور أكثر قليلاً. في يناير 1789 وقع هروب القبطان والبحارة في القارب حاملين أسلحة وذخائر ومستلزمات وبعدها، استسلموا في 22 يناير. على الرغم من توبتهم، حكم عليهم الكابتن بلاي بـ 24 جلدة ( القطة ذات الذيل التسعة ) للقبطان و 48 للبحارة. هذه العقوبة مقبولة جدا من قبل الطاقم. كما يخضع الضباط لتوبيخ من بلاي.
يتم تشغيل نوبة غضب بلاي التالية عندما نكتشف أن الأشرعة قد تكون مصبوبة في الانتظار الأمطار لأنها لم تكن مقاومة للماء. يتهم بلاي الطاقم بتجاهل صيانة الأشرعة. والروح المعنوية لطاقم .

## التمرد
غادرة باونتي تاهيتي يوم 5 أبريل 1789. وفي 28 أبريل، أطلق فليتشر كريستيان التمرد الشهير. 11 من أفراد الطاقم من اصلا 42 وظل 31 مخلصًا للكابتن بلاي الذي استقل زورقًا مع 18 رجلاً. و بقى الباقي على متن السفينة للمساعدة في المناورة. نجح الكابتن بلاي في نقل الزورق المكتظ الذي يبلغ طوله 7 أمتار إلى جزيرة تيمور ، في رحلة 3600 ميل بحري 6700 كم في 41 يوم مع توقوفات في جزر المحيط الهادء يتحرك المتمردون نحو جزيرة توبواي في جزر بولينزيا الفرنسية حيث يحاولون الاستقرار. بعد ثلاثة أشهر، عادوا إلى تاهيتي لإداع 16 من أفراد الطاقم، بمن فيهم الضابط بيتر هيوود . فليتشر كريستيان، ثمانية من أفراد الطاقم، ستة تاهيتيين وإحدى عشرة امرأة، واحدة مع طفل، وتشرع باونتي على أمل الهروب من البحرية الملكية. و بعدها وصلو إلى جزيرة بيتكيرن، تم اختيارها لأن موقعها بشكل سيئ على الخرائط البحرية في دلك العصر  ، ويحرقون السفينة في 23 يناير 1790. يتم الاحتفال بتاريخ 23 يناير سنويًا في جزيرة بيتكيرن. ينتهي الأمر بمتمردي بيتكيرن بقتل رجال تاهيتيين، وبعد ذلك، بعد أن قام أحدهم بعمل مؤقت، بدأوا في شرب الكحول ويبدأون في قتل بعضهم البعض .
مصير المتمردين، الذي تسعى إليه البحرية الملكية، لا يزال مجهولًا حتى وصول سفينة صيد الحوت، إلى الجزيرة لأخذ الماء في سبتمبر 1808 . بقي متمرد واحد فقط، جون آدمز، لا يزال على قيد الحياة. يعيش مع عشر نساء وأطفاله.
يقدم المتمردون الذين بقوا في تاهيتي خدماتهم كمرتزقة ويوفرون أسلحة لعشيرة الزعيم تو، وبالتالي المشاركة في إنشاء سلالة بوماري . تم القبض عليهم في عام 1791 بواسطة سفينة بريطانية جاءت لإحضارهم، ويقف البعض مقيدًا ومقيدًا بالسلاسل، ويهلكون في غرق السفينة بعد مغادرتها إلى بريطانيا العظمى. لا يزال على الناجين من الغرق البقاء على قيد الحياة في العودة التي تتم في ظروف يرثى لها.
المحاكمة في بريطانيا مدوية. بليغ، الذي عاد إلى المنزل أولاً، نشر بالفعل نسخته من الحقائق. على الرغم من أن شدتها معروفة في البحرية وتعتبر مستبدة، إلا أن الرأي العام كان مفضلاً لها إلى حد كبير. تتراكم الشهادات، بشكل أو بآخر مشوشة فيما يتعلق بالدور الدقيق لكل منها أثناء التمرد. ويهرب البعض من حبل المشنقة فقط بفضل الرأفة بالملك .

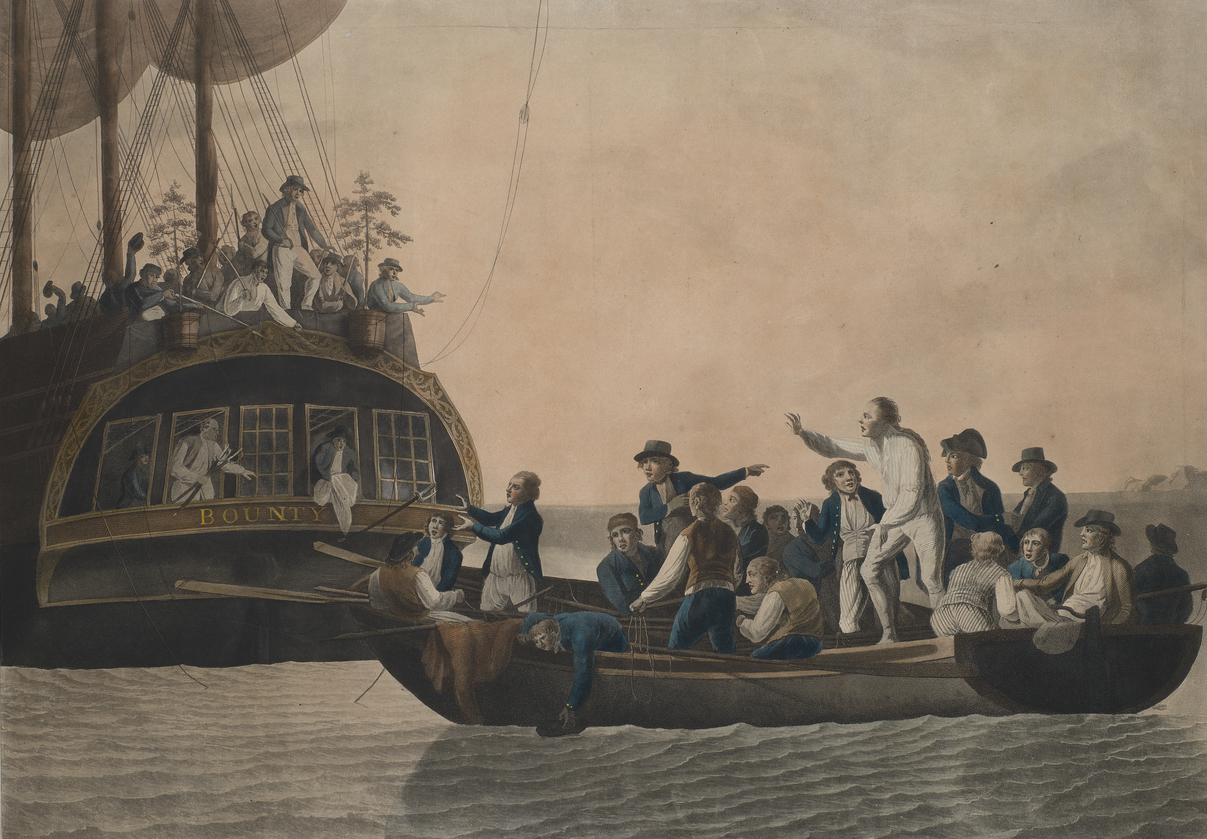
يتحول المتمردون إلى بلاي وطاقم السفينة عن طريق روبرت دود ، 1790

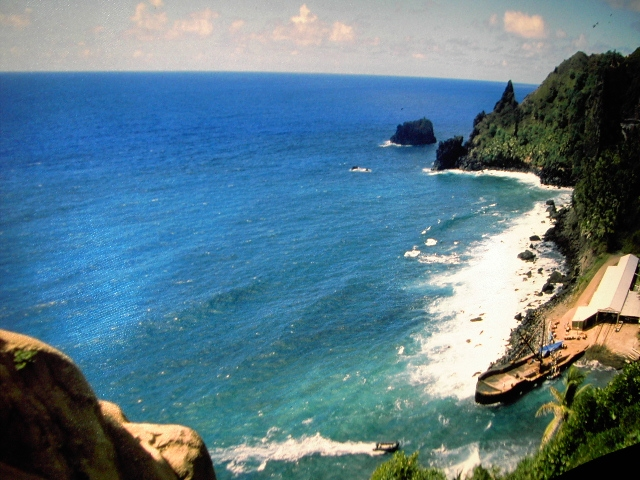
خليج باونتي ، في جزر بيتكرن حيث تم تأريض باونتي وإضرام النار فيها

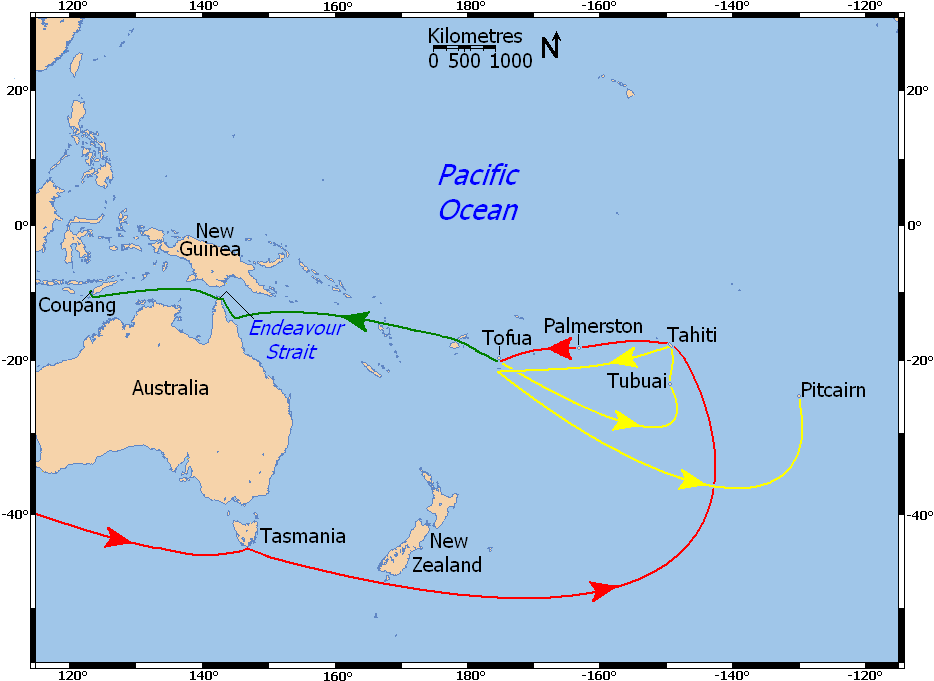
الوجها النهائية ' في المحيط الهادئ